# Willy Fritsch
Willy Fritsch född Wilhelm Egon Fritz 27 januari 1901 i Kattowitz död 13 juli 1973 i Hamburg, tysk skådespelare. Fritsch medverkade i över 120 filmer.

## Biografi
Willy Fritsch började utbilda sig till skådespelare 1919 och var från 1920-talet teater och filmskådespelare. Han fick ett genombrott 1925 med stumfilmatiseringen av operetten En valsdröm. 1926 spelade han för första gången mot Lilian Harvey i filmen Kyska Susanna och de två kom att bli ett populärt filmpar i Tyskland under 1930-talet. Willy Fritschs filmer på 1920-talet var ofta lättsamma romantiska komedier, men han gjorde två dramatiska roller för Fritz Lang i filmerna Spionen och Månraketen.
Under det tidiga 1930-talet spelade Fritsch i flera framgångsrika komedifilmer, där han förutom Lilian Harvey även hade Käthe von Nagy och Renate Müller som motspelare. Hans fasta månadslön hos UFA på 20.000 Reichsmark dubblerades under denna tid. 
Han fortsatte verka i Tyskland efter Weimarrepublikens fall och NSDAPs maktövertagande 1933. Han var högt skattad av den nya regimen, men undvek med undantag av flygfilmen Junge Adler 1944 att medverka i deras propagandafilmer. Han gjorde sin sista film med Lilian Harvey 1939. Hon lämnade sedan Tyskland för Frankrike av avsky för regimen och för att ha stöttat förföljda kollegor. Mot slutet av kriget var Fritsch själv övervakad av Gestapo för "politisk opålitlighet".
Fritsch fortsatte karriären efter krigsslutet 1945. Bland annat gjorde han narr av sitt tidigare rykte som förste älskare i filmen Film utan namn 1948. Han var verksam fram till 1960-talet.

## Filmografi i urval
- 1926 – Flickorna Gyurkovics
- 1927 – Flickan i skåpet
- 1928 – Spionen
- 1929 – Månraketen
- 1930 – Kärlek och bensin
- 1930 – Hokuspokus
- 1930 – Kärlekstjuven
- 1931 – Wien dansar och ler (Der Kongress tanzt)
- 1931 – Hennes Höghet befaller
- 1931 – Kärlek och spionage
- 1932 – Dag ut och natt in
- 1932 – Kärlekspensionatet
- 1932 – En gyllene dröm
- 1934 – Inom tjugofyra timmar

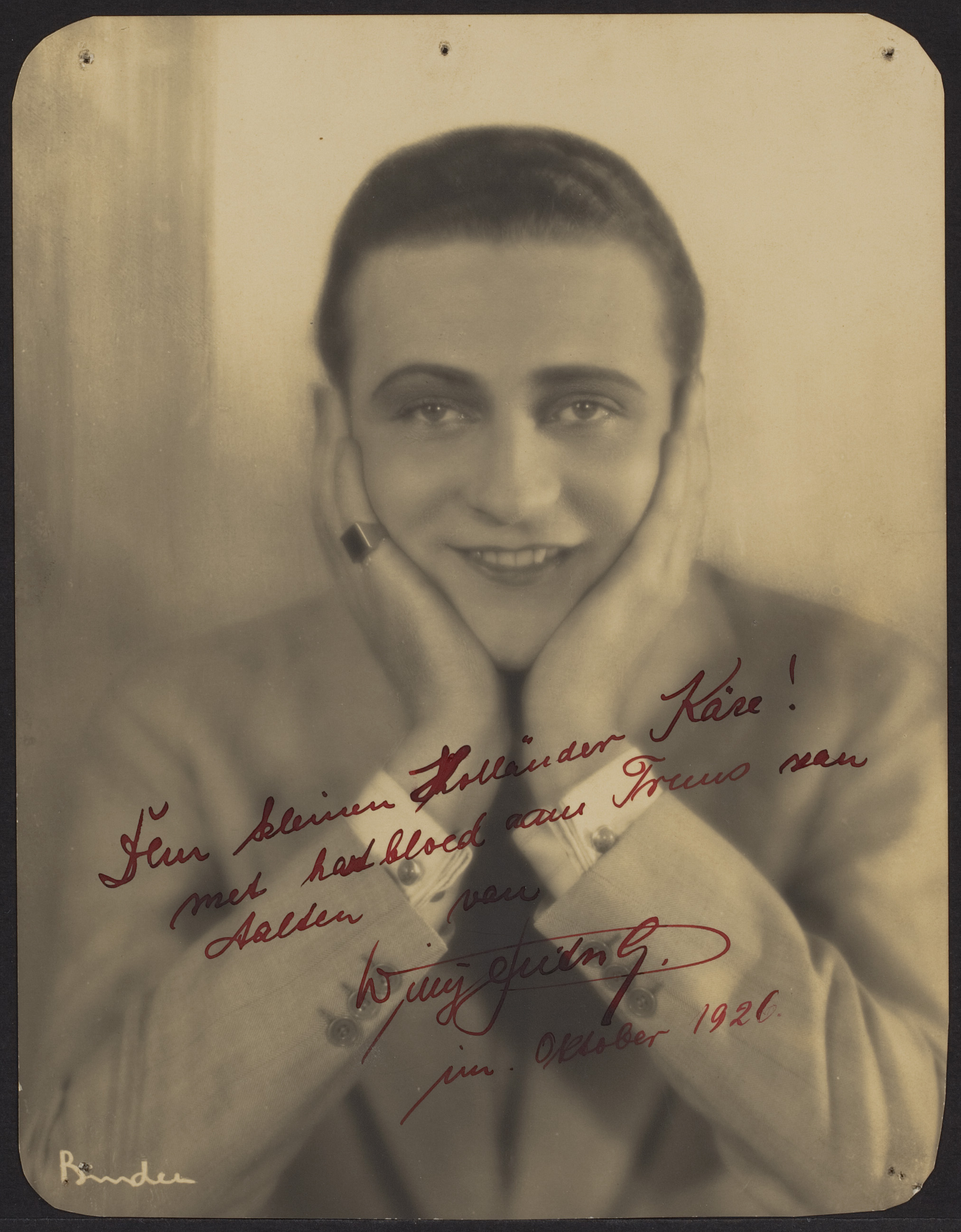
Willy Fritsch på ett signerat fotografi.

- 1934 – Prinsessans kärleksaffärer
- 1935 – Det gudomliga äventyret
- 1935 – Svarta rosor
- 1936 – Födelsemärket
- 1937 – De sju örfilarna
- 1941 – Vad kvinnor drömmer om våren
- 1942 – Wienerblod (Wiener Blut)
- 1948 – Film utan namn (Film ohne Titel)
- 1950 – Skuggor i natten